# Dysprosium(II)-bromid
Dysprosium(II)-bromid ist eine anorganische chemische Verbindung des Dysprosiums aus der Gruppe der Bromide.

## Gewinnung und Darstellung
Dysprosium(II)-bromid kann durch Reduktion von Dysprosium(III)-bromid mit Dysprosium im Vakuum bei 800 bis 900 °C gewonnen werden.
{\displaystyle \mathrm {Dy+2\ DyBr_{3}\longrightarrow 3\ DyBr_{2}} }

## Eigenschaften
Dysprosium(II)-bromid ist ein schwarzer Feststoff. Die Verbindung ist äußerst hygroskopisch und kann nur unter sorgfältig getrocknetem Schutzgas oder im Hochvakuum aufbewahrt und gehandhabt werden. An Luft geht sie unter Feuchtigkeitsaufnahme in Hydrate über, die aber instabil sind und sich mehr oder weniger rasch unter Wasserstoff-Entwicklung in Oxidbromide verwandeln. Mit Wasser spielen sich diese Vorgänge noch sehr viel schneller ab. Die Verbindung besitzt eine Kristallstruktur vom Strontium(II)-iodid-Typ.